# La giostra dell'Amore
La giostra dell'Amore è uno spettacolo di rivista presentato dalla Compagnia Maresca nella stagione 1928-1929. Il debutto, al Teatro Adriano di Roma, è avvenuto il 18 marzo 1929.

## Critica
(La Tribuna, 19 marzo 1928)
(Il Piccolo, 19 marzo 1928)